# 400號美國國道
400號美國國道（U.S. Route 400，縮寫US 400），是一條主要為東—西向的美國國道，全長481.306英里（774.587），於1994年完工啟用。該道路的西部端點位於科羅拉多州格拉納達的385號美國國道路口，東部端點位於密蘇里州喬普林西南方，靠近洛馬琳達的44號州際公路交流道，最終路段與166號美國國道共線。400號美國國道西側原本止於堪薩斯州花園城，1996年才延伸至目前的端點。

## 外部連結
- Kansas Highway Maps: Current （页面存档备份，存于）, Historic （页面存档备份，存于）, KDOT
- Sanderson, Dale End of U.S. Highway 400 （页面存档备份，存于） (with maps of US 400 and related routes)